# 京士柏

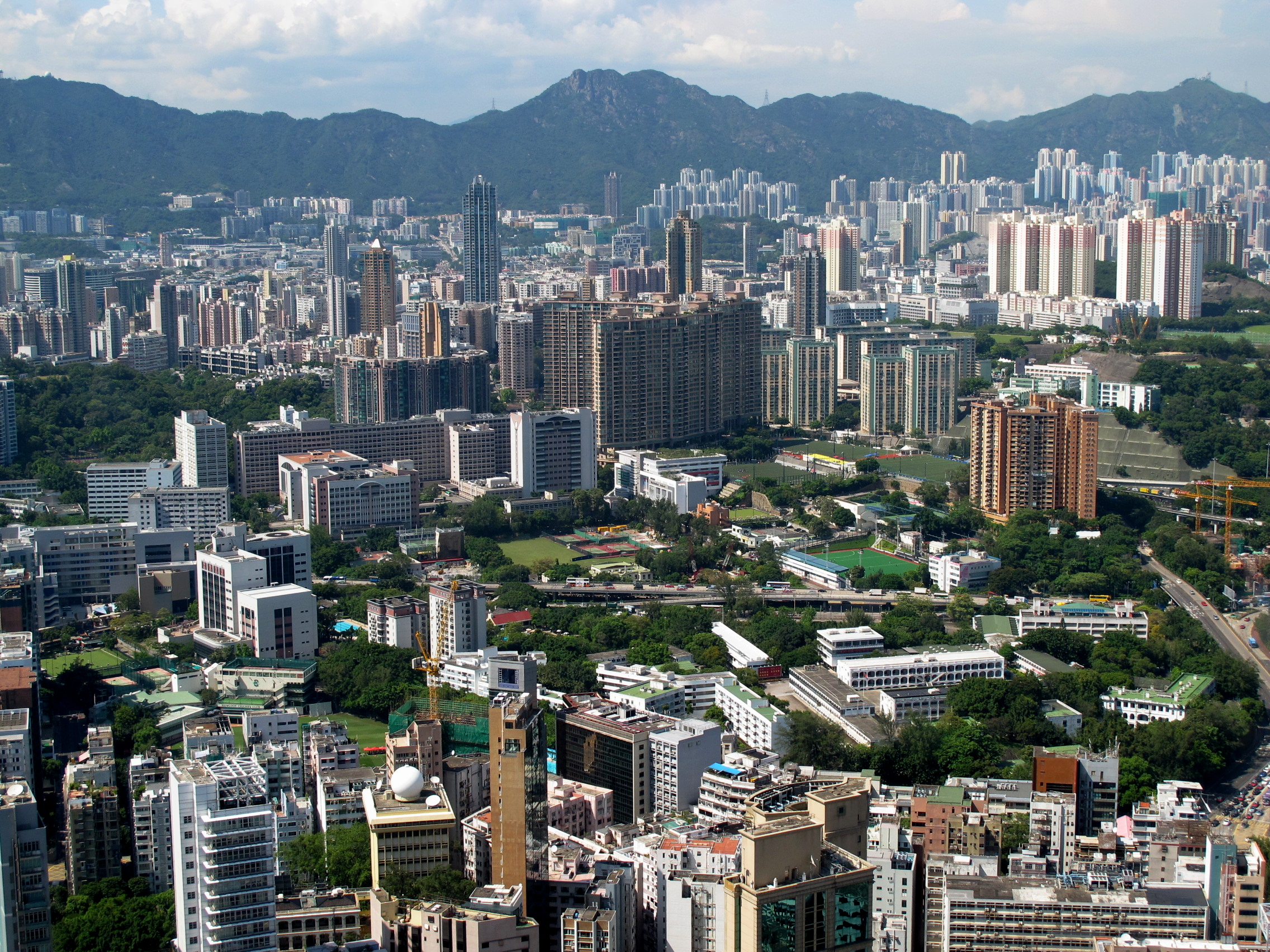
京士柏

京士柏（広東語読み：キングスパーク、英語名：King’s Park）は、香港の九龍半島南部の油尖旺区にある地域である。

## 名前の由来
名前はエドワード7世に由来する。
1941年から1945年にかけて、日本が香港を占領していた当時は、「九龍競技塲」と改称された。

## 教育
- 抜萃女書院（中国語版）
- 九龍華仁書院（中国語版） - 1952年に京士柏に移転
- 基督教香港信義会信義中学（中国語版） - 1958年11月4日創立
- 真光女書院 -  1973年10月12日創立
- 循道中学（中国語版） - 1958年11月1日創立
- 油麻地天主教小学（中国語版） - 1968年9月2日創立
- 明愛白英奇専業学校（中国語版） - 1971年11月20日創立

## 交通
- 衛理道（中国語版）
- 衛理徑
- 京士柏道（中国語版）
- 京士柏山道
- 伊利沙伯醫院路
- 南丁格爾路（中国語版）
- 真義里
- 窩打老道
- 加士居道（中国語版）
- 公主道（中国語版）